# 阿勒夫·希克梅特帕夏

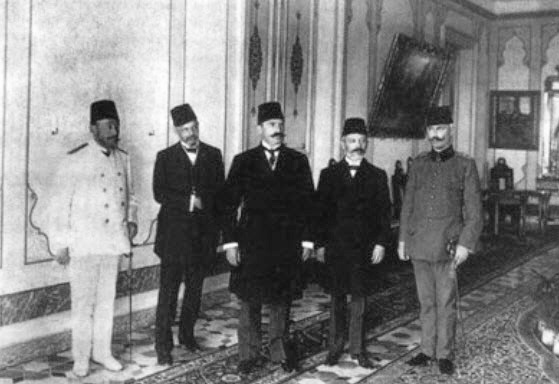
站立於照片最左側者為阿勒夫·希克梅特帕夏

阿勒夫·希克梅特帕夏（土耳其語：Arif Hikmet Paşa，1851年？月？日—1915年？月？日），是奥斯曼帝国的政治家、军人，毕业于海军学校（Deniz Harp Okulu），是帝国蘇丹阿卜杜勒-哈米德二世时期的海军部长。